# Karlsruhe Hauptbahnhof

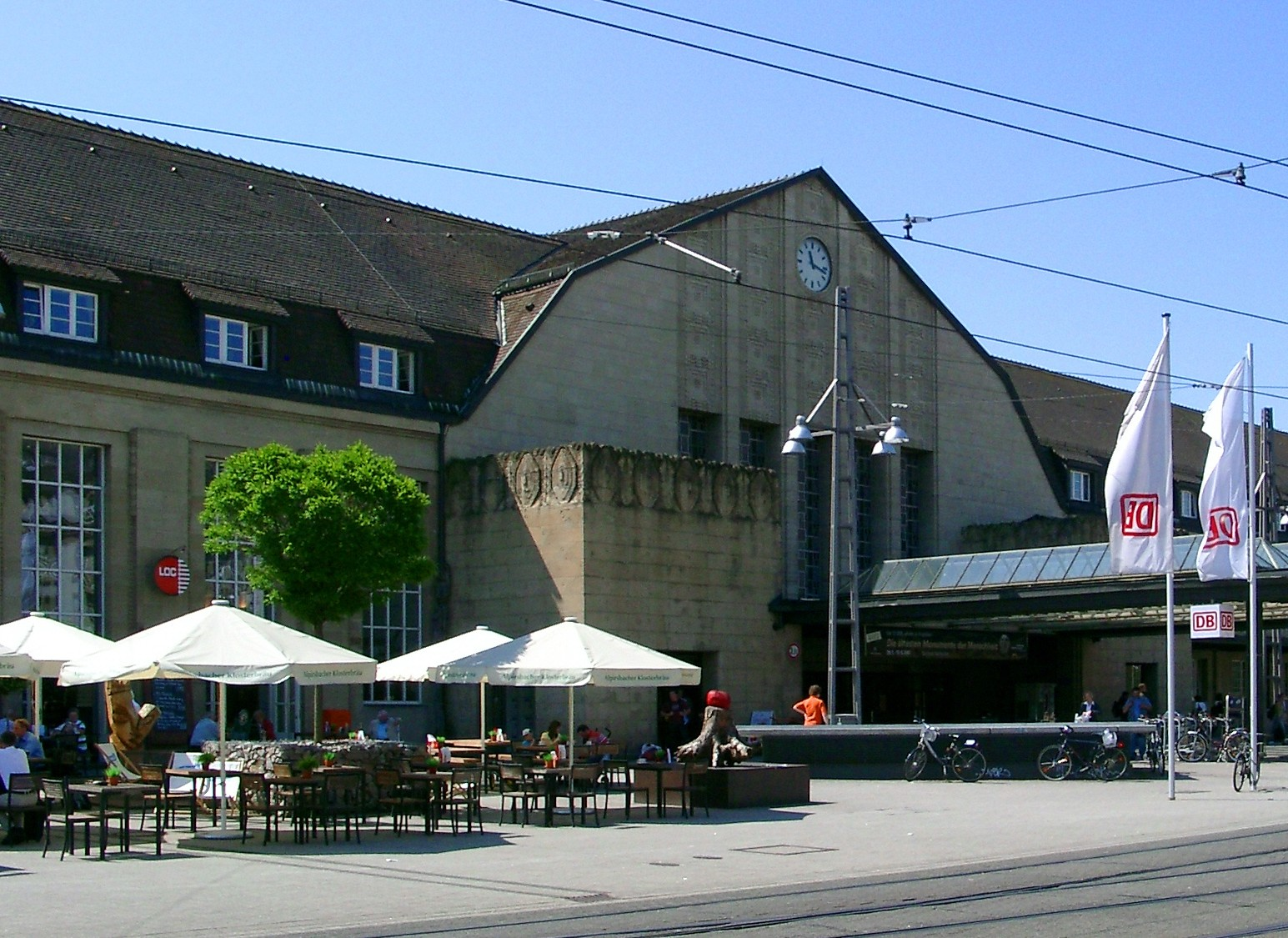
Karlsruhe Hauptbahnhof

Karlsruhe Hauptbahnhof é a estação ferroviária da cidade alemã Karlsruhe, em Baden-Württemberg. Está localizada no bairro Südweststadt.

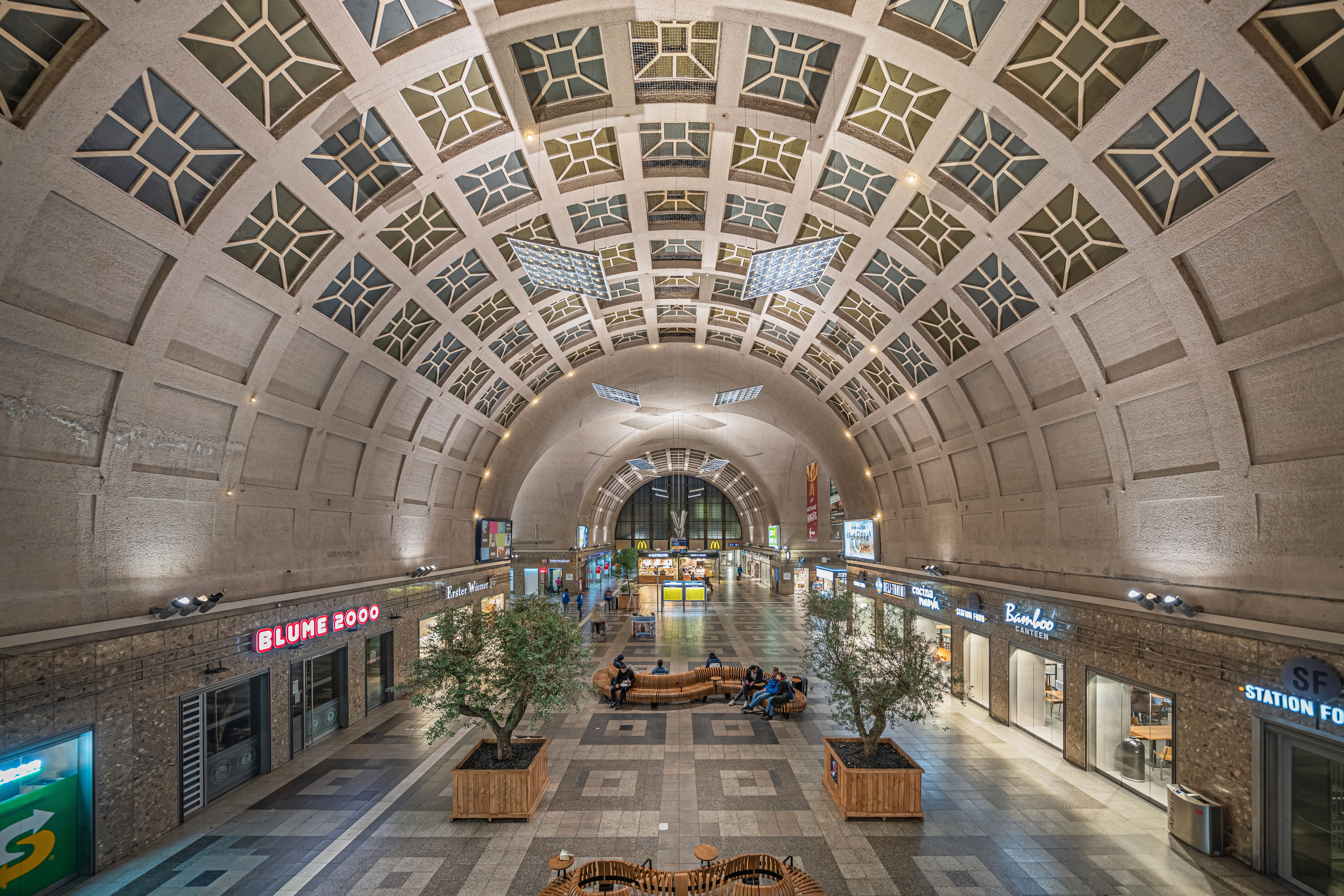
Entrada da estação